# Sci alpino ai XXII Giochi olimpici invernali
Le gare di sci alpino ai XXII Giochi olimpici invernali di Soči  in Russia si sono svolte dal 9 al 22 febbraio 2014 nella località di Krasnaja Poljana a circa 45 km di distanza da Soči. Si sono disputate cinque competizioni maschili e altrettante femminili, nelle seguenti discipline: slalom, gigante, supergigante, discesa e supercombinata.

## Calendario
| Uomini | Discesa libera |                 |  |                |  | Super-combinata |         | Super-g |  |                | Slalom gigante |  |                 | Slalom speciale | 5  |
| Donne  |                | Super-combinata |  | Discesa libera |  |                 | Super-g |         |  | Slalom gigante |                |  | Slalom speciale |                 | 5  |
| Totale | 1              | 1               |  | 1              |  | 1               | 1       | 1       |  | 1              | 1              |  | 1               | 1               | 10 |

## Podi

### Uomini
| Evento                     | Oro            | Tempo   | Argento             | Tempo   | Bronzo                | Tempo   |
| Discesa libera (dettagli)  | Matthias Mayer | 2'06"23 | Christof Innerhofer | 2'06"29 | Kjetil Jansrud        | 2'06"33 |
| Supergigante (dettagli)    | Kjetil Jansrud | 1'18"14 | Andrew Weibrecht    | 1'18"44 | Bode Miller Jan Hudec | 1'18"67 |
| Slalom gigante (dettagli)  | Ted Ligety     | 2'45"29 | Steve Missillier    | 2'45"77 | Alexis Pinturault     | 2'45"93 |
| Slalom speciale (dettagli) | Mario Matt     | 1'41"84 | Marcel Hirscher     | 1'42"12 | Henrik Kristoffersen  | 1'42"67 |
| Supercombinata (dettagli)  | Sandro Viletta | 2'45"20 | Ivica Kostelić      | 2'45"54 | Christof Innerhofer   | 2'45"67 |

### Donne
| Evento                     | Oro                       | Tempo   | Argento        | Tempo   | Bronzo              | Tempo   |
| Discesa libera (dettagli)  | Dominique Gisin Tina Maze | 1'41"57 | Non assegnato  |         | Lara Gut            | 1'41"67 |
| Supergigante (dettagli)    | Anna Fenninger            | 1'25"52 | Maria Riesch   | 1'26"07 | Nicole Hosp         | 1'26"18 |
| Slalom gigante (dettagli)  | Tina Maze                 | 2'36"87 | Anna Fenninger | 2'36"94 | Viktoria Rebensburg | 2'37"14 |
| Slalom speciale (dettagli) | Mikaela Shiffrin          | 1'44"54 | Marlies Schild | 1'45"07 | Kathrin Zettel      | 1'45"35 |
| Supercombinata (dettagli)  | Maria Riesch              | 2'34"62 | Nicole Hosp    | 2'35"02 | Julia Mancuso       | 2'35"15 |

## Medagliere
| Posizione | Paese       |    |   |    | Totale |
| --------- | ----------- | -- | - | -- | ------ |
| 1         | Austria     | 3  | 4 | 2  | 9      |
| 2         | Stati Uniti | 2  | 1 | 2  | 5      |
| 3         | Svizzera    | 2  | 0 | 1  | 3      |
| 4         | Slovenia    | 2  | 0 | 0  | 2      |
| 5         | Germania    | 1  | 1 | 1  | 3      |
| 6         | Norvegia    | 1  | 0 | 2  | 3      |
| 7         | Francia     | 0  | 1 | 1  | 2      |
| 7         | Italia      | 0  | 1 | 1  | 2      |
| 9         | Croazia     | 0  | 1 | 0  | 1      |
| 10        | Canada      | 0  | 0 | 1  | 1      |
| Totale    | Totale      | 11 | 9 | 11 | 31     |